# Prithivinagar
Prithivinagar (nep. पृथ्वीनगर) – gaun wikas samiti we wschodniej części Nepalu w strefie Meći w dystrykcie Jhapa. Według nepalskiego spisu powszechnego z 2001 roku liczył on 1980 gospodarstw domowych i 9879 mieszkańców (5190 kobiet i 4689 mężczyzn). W mieście znajduje się port lotniczy Gorkha.